# Clarence DeMar
Clarence Harrison DeMar (* 7. Juni 1888 in Madeira, Ohio, Vereinigte Staaten; † 11. Juni 1958 in Reading, Massachusetts, Vereinigte Staaten) war ein US-amerikanischer Leichtathlet und Medaillengewinner bei Olympischen Spielen, sowie vierfacher US-amerikanischer Meister im Marathonlauf und siebenfacher Gewinner des Boston-Marathons. DeMar ist bis in die heutige Zeit in den Vereinigten Staaten eine Sportlerlegende, insbesondere wegen seiner Leidenschaft für den Marathonlauf und den dabei erzielten Erfolgen, aber auch wegen seiner markanten Persönlichkeit. Als Zeichen seiner Wertschätzung nannte man ihn häufig auch Mister DeMarathon.

## Jugendjahre
Clarence DeMar war das älteste von sechs Kindern. Seine Eltern hatten deutsche und französische Vorfahren. Bereits als Kind ähnelte sein Gang eher einem Laufschritt. Im Alter von acht Jahren starb sein Vater und er musste zum Lebensunterhalt der restlichen Familie beitragen, indem er auf der Straße alltägliche Dinge, wie Seife oder Stecknadeln, verkaufte. Dabei legte er am Tag häufig mehr als 20 km zurück.
Mit zehn Jahren zog DeMar mit der Familie nach Warwick im Bundesstaat Massachusetts. Kurz danach verletzte er sich beim Schlittschuhlauf an einem seiner Knöchel. Eine Infektion der unbehandelten Wunde hätte fast dazu geführt, dass sein Fuß amputiert worden wäre.
Die ärmlichen Verhältnisse, in der die Familie DeMar leben musste, führten dazu, dass Clarence DeMar auf die Boston Farm and Trade School geschickt wurde, eine Institution, in der mittellose und problembehaftete Jungen eine einfache Ausbildung erhielten, um ihnen eine rechtschaffene Eingliederung in die amerikanische Gesellschaft zu ermöglichen. Nach Abschluss der Ausbildung mit sechzehn Jahren bemühte er sich um Weiterbildung, zunächst an der Maple Lawn Academy und dann an der University of Vermont. DeMar strebte ständig nach Wissen, war dabei aber durchaus kritisch und widerstreitend, was auch seine Entwicklung im Sport beeinflusste.
An der University of Vermont schloss DeMar sich dem Crosslaufteam an, hatte jedoch ständig Auseinandersetzungen mit dem Trainer, der DeMars Laufstil und Trainingspensum bemängelte. DeMar trainierte trotzdem nach eigenem Ermessen weiter, und beim ersten Wettkampfeinsatz 1909 besiegte er sogleich den Kapitän des Laufteams. Dennoch gab sich DeMar damit nicht zufrieden. Durch Zeitungsartikel animiert war sein Ziel, ein Marathonläufer zu werden, der seinem Land Ehre bereiten könnte.
Die missliche Lage seiner Mutter und Geschwister veranlasste DeMar aber zunächst, 1909 die Universität zu verlassen. Er zog zusammen mit seiner Mutter nach Melrose, wo er bis 1929 wohnen sollte. Arbeit fand er als Drucker in Medford. Die 8 km zur Arbeit legte er täglich laufend zurück und trug dabei stets ein sauberes Hemd unter dem Arm.

## Erste Lauferfolge und erste Olympische Spiele
1910 beteiligte sich DeMar, inzwischen Mitglied der North Dorchester Athletic Association, erstmals an einem bedeutsamen Lauf über zehn Meilen und gewann diesen. Einige Wochen später startete er zu seinem ersten Marathonlauf in Boston und belegte mit einer Minute Rückstand auf den Sieger den zweiten Platz. Am Jahresende absolvierte er seinen zweiten Marathonlauf beim Brockton-Marathon und wurde Dritter. Von diesen Ergebnissen beflügelt, nahm er sogleich ein umfangreiches Training auf. Bei einer ärztlichen Untersuchung während dieser Zeit stellte man jedoch ungewöhnliche Herzgeräusche fest, und man riet ihm davon ab, sich weiter an langen Laufwettkämpfen zu beteiligen.
Von den Ratschlägen zunächst unbeeindruckt startete DeMar 1911 erneut beim Boston-Marathon und konnte seinen ersten Sieg feiern. Noch im selben Jahr beteiligte er sich an weiteren neun Läufen über unterschiedliche Langstrecken, die er alle gewinnen konnte, darunter erneut der Brockton-Marathon.
1912 änderte DeMar plötzlich seine Vorsätze. Getrieben von Zweifeln an seiner Gesundheit, seinem Drang nach Bildung und seinen Bemühungen in sozialen Bereichen beteiligte er sich nur noch an kleineren Wettkämpfen. Auch am Boston-Marathon, der 1912 ein Ausscheidungswettkampf für die Olympischen Spiele war, beteiligte er sich nicht. Er wurde trotzdem in das US-amerikanische Olympiateam aufgenommen, denn man hielt ihn immer noch für einen der besten nationalen Marathonläufer, und man wollte ein großes schlagkräftiges Team zu den Olympischen Sommerspielen 1912 nach Stockholm schicken. Für DeMar war die Teilnahme jedoch eine Enttäuschung, wie er später selbst zugab. Er erreichte nur den zwölften Platz, wobei sechs Mannschaftskameraden vor ihm ins Ziel kamen.

## Zeit der Besinnung und Kriegszeit
Zwischen 1912 und 1917 betätigte sich DeMar neben seiner Arbeit auch als Laienprediger, als Leiter einer Pfadfindergruppe und besuchte Kurse an der Boston University und Harvard University. Von letztgenannter Universität erhielt er 1915 das Associate Degree.
1917 überraschte DeMar alle Experten, als er sich doch wieder am Boston-Marathon beteiligte. Mit dem dritten Platz zeigte er, dass Trainingszustand und Laufvermögen in den fünf Jahren ohne Laufwettkämpfe nicht gelitten hatten. Noch im selben Jahr war er auch wieder beim Brockton-Marathon dabei und gewann diesen mit Streckenrekord. DeMar bezeichnete diese Läufe selber jedoch lediglich als ’eine vergnügliche Beschäftigung, bevor man beim unabwendbaren Einsatz im Ersten Weltkrieg möglicherweise sein Leben lassen müsse.’
1918 wurde DeMar zur US Navy eingezogen, von dort wurde er jedoch schon bald wegen Kurzsichtigkeit der US Army unterstellt. Armeeärzte stellten erneut fest, dass DeMar ein ungewöhnlich großes Herz besaß, was sie als krankhaft deuteten und ihn deshalb der Logistiktruppe unterstellten. 1919 kam er nach Europa, zuerst nach England, dann nach Frankreich, und bei Kriegsende war er als Angehöriger der US-amerikanischen Besatzungsarmee in Koblenz stationiert. Er berichtete später, dass er an keiner Kampfhandlung teilgenommen hätte und niemals gelernt hätte, zu schießen.
1920, als der Boston-Marathon erneut Ausscheidungswettkampf für die kommenden Olympischen Spiele war, zeigte sich DeMar noch immer uninteressiert. Er engagierte sich stattdessen weiterhin bei den Pfadfindern.

## Zeit der Erfolge
1922 war für Clarence DeMar das Jahr, in dem er nun endgültig seine Berufung zum Marathonläufer erkannte. Im inzwischen fortgeschrittenen Läuferalter von 33 Jahren beteiligte er sich nach fünf Jahren Pause zum dritten Mal am Boston-Marathon und erzielte seinen zweiten Sieg. Die Zeit von 2:18:10 Stunden bedeutete Streckenrekord über die seinerzeit in Boston gelaufene übliche Distanz von 24,5 Meilen (39,2 km). Auch bei seiner erneuten Teilnahme 1923 war er siegreich. Aus Verbundenheit mit seiner Wahlheimat startete er nun für die Melrose American Legion Post. Sein Laufhemd mit dem Aufdruck Melrose wurde sein Markenzeichen und landesweit bekannt.
1924 siegte DeMar zum dritten Mal in Folge beim Boston-Marathon, was gleichzeitig auch die Qualifikation für die Olympischen Spiele 1924 in Paris bedeutete. Inzwischen hatte man auch in Boston die Streckenlänge auf die übliche Länge eines Marathonlaufes von 42,195 km geändert. Mit seiner Siegerzeit von 2:29:40,2 Stunden war DeMar der erste Läufer, der über diese Streckenlänge unter 2:30 Stunden blieb. Die Presse feierte ihn als Weltrekordler, doch die Laufzeit wurde niemals in einer offiziellen Liste über Weltbestzeiten geführt, da man 3 Jahre später bei einer Nachmessung feststellte, dass die Strecke 176 Yards (161 Meter) zu kurz war.
Bei den Olympischen Spielen 1924 errang DeMar mit dem dritten Platz seinen größten internationalen Erfolg. Er vertraute auf seine Stärke und war der einzige Läufer, der nach 10 km ständig im Vorderfeld der besten vier Läufer anzutreffen war. Nach 30 km noch an zweiter Stelle liegend konnte er allerdings mit seinem konstanten Lauf den Angriff von Romeo Bertini, der schließlich Zweiter wurde, nicht mehr abwehren.

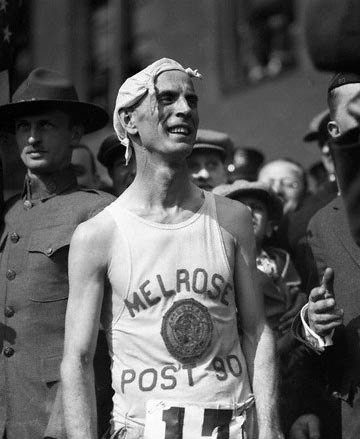
DeMar 1927 im Ziel beim Boston-Marathon

1925 riss die Siegesserie von DeMar beim Boston-Marathon, ausgerechnet bei dem Lauf, bei dem die erste US-amerikanische Meisterschaft im Marathonlauf ausgetragen wurde. DeMar wurde Zweiter hinter Charles Mellor. Auch 1926 reichte es beim Boston-Marathon lediglich zum dritten Platz, dafür bedeutete der Sieg nur vier Wochen später beim Laurel-to-Baltimore-Marathon die erste US-amerikanische Meisterschaft für Clarence DeMar, die er bis 1929 in Folge gewinnen sollte. Im Jahr 1926 gewann er zwei weitere Marathonläufe in Philadelphia und in Port Chester. Es folgte 1927 sein zweiter Meistertitel beim Marathonlauf in Baltimore und sein fünfter Sieg in Boston. Mit fünf Siegen bei fünf Teilnahmen an Marathonläufen innerhalb von zwölf Monaten war DeMar nun endgültig ein gefeierter Held.
Das Training von DeMar beinhaltete auch Läufe, die über die Streckenlänge eines Marathonlaufs hinausgingen. Solche Ultramarathonläufe waren seinerzeit nicht ungewöhnlich, und auch DeMar beteiligte sich an diesen Wettbewerben. 1928 siegte er beim Providence-to-Boston-Langstreckenlauf über 44 Meilen (70 km). Einen Monat später war der Boston-Marathon wieder Austragungsort der US-amerikanischen Meisterschaften im Marathonlauf, für DeMar war es der sechste Sieg hier und der dritte Meistertitel. Außerdem erreichte er damit die erneute Qualifikation für das US-amerikanische Olympiateam, das zu den Olympischen Sommerspielen 1928 nach Amsterdam geschickt wurde.
In Amsterdam war DeMar bereits 40 Jahre alt. In 16 Jahren hatte er sich dreimal an Olympischen Spielen beteiligt. Es gab Marathonläufer mit mehr Teilnahmen, doch kein anderer Läufer war über eine so lange Zeitspanne dabei. DeMar lief fast exakt die gleiche Zeit wie 1912 und zeigte sich schon deshalb mit seinem 27. Platz nicht enttäuscht. Kurioserweise war es auch sein 27. Marathonlauf (davon 13 Siege).
Die Platzierungen bei Olympischen Spielen für Clarence DeMar:
- V. Olympische Sommerspiele 1912, Stockholm
  - Marathon – 12. Platz mit 2:50:46,6 h (Gold an Ken McArthur aus Südafrika mit 2:36:54,8 h)
- VIII. Olympische Sommerspiele 1924, Paris
  - Marathon – Bronze mit 2:48:14,0 h (Gold an Albin Stenroos aus Finnland mit 2:41:22,6 h; Silber an Romeo Bertini aus Italien mit 2:47:19,6 h)
- IX. Olympische Sommerspiele 1928, Amsterdam
  - Marathon – 27. Platz mit 2:50:42,0 h (Gold an Boughera El-Ouafi aus Frankreich mit 2:32:57,0 h)

## Karriereende

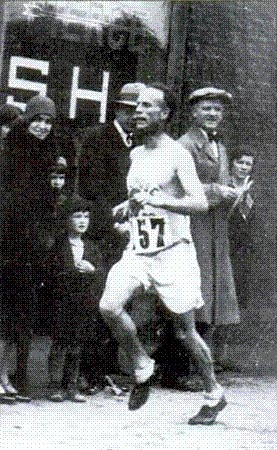
DeMar 1930
beim Boston-Marathon

1929 beteiligte sich DeMar wie selbstverständlich erneut am Boston-Marathon, wo auch wieder die US-amerikanischen Meisterschaften ausgetragen wurden. Der vierte Meistertitel für DeMar besaß jedoch einen kleinen Schönheitsfehler, denn er musste nicht nur den Sieg dem Kanadier John Miles überlassen, sondern sich auch einer Reihe weiterer ausländischer Teilnehmer geschlagen geben. Als bester amerikanischer Läufer belegte er den neunten Platz.
Im selben Jahr heiratete DeMar Margaret L. Ilsley und zog nach Keene, wo er am Keene State College Unterricht zur Ausbildung für Industrieberufe gab. Nebenbei trainierte er das Laufteam des Colleges.
Beim Boston-Marathon 1930 stellte DeMar mit seinem Sieg zwei bislang unerreichte Rekorde auf. Mit insgesamt 7 gewonnenen Läufen hatte er bis in die Gegenwart die meisten Siege hier errungen und mit 41 Jahren war er bislang der älteste Sieger.

## Ein Sportlerleben im Alter
1932 nahm DeMar neben seiner Arbeit erneut ein Studium an der Boston University auf, das er im Juni 1934 mit dem Master Degree abschloss. 1937 veröffentlichte er sein Buch Marathon, das noch heute in Fachkreisen anerkannte Trainingstheorien und Trainingspraktiken beinhaltet.
Clarence DeMar beteiligte sich bis 1954 an insgesamt 34 Boston-Marathons. 1957 bestritt er, bereits von einer Krebserkrankung gezeichnet, seinen letzten Wettkampf bei einem Lauf über 15 km. 4 Tage nach seinem 70. Geburtstag verstarb Clarence DeMar.
Im Jahr 1971 wurde DeMar in die RRCA American Long Distance Running Hall of Fame aufgenommen, im Jahr 2000 auch in die National Distance Running Hall of Fame.
Seit 1978 wird ihm zu Ehren in seiner letzten Heimatstadt Keene der Clarence DeMar Marathon veranstaltet, ein Lauf mit internationalem Charakter, der auch als Qualifikationslauf für die US-amerikanischen Ausscheidungswettkämpfe zu den Olympischen Spielen zählt.